# 短身穴麗魚
短身穴麗魚，為輻鰭魚綱鱸形目隆頭魚亞目慈鯛科的其中一種，被IUCN列為瀕危保育類動物，分布於非洲莫三比克Komati-Incomati河流域，體長可達15公分，棲息在植被生長、沙底質水域，以昆蟲及小魚為食，生活習性不明。

## 擴展閱讀
維基物種上的相關：短身穴麗魚